# 米尔士
威尔逊·米尔士（英語：Wilson Plumer Mills，1883年12月1日—1959年12月26日），美北长老会差会牧师。南京大屠杀期间，任南京安全区国际委员会成员。

## 生平
1883年生于南卡罗来那州温斯伯勒，1903年获戴维森学院学士学位，1910年获剑桥大学学士学位，1912年获哥伦比亚神学院硕士学位。1912年前往中国，在基督教青年会工作，1933年起在南京的美北长老会差会工作。
南京大屠杀期间，米尔士任南京安全区国际委员会成员，1938年2月18日任南京国际救济委员会副主席，1938年2月23日约翰·拉贝离开南京后，任南京国际救济委员会主席，1939年5月返回美国。
米尔士后来回到南京，1949年被迫离开中国，1959年在纽约逝世。